# Henry Lopes, 3. Baron Roborough
Henry Massey Lopes, 3. Baron Roborough (* 2. Februar 1940; † 8. Februar 2015) war ein britischer Peer und Politiker.

## Leben
Er war der ältere Sohn von Massey Henry Edgcumbe Lopes, 2. Baron Roborough (1903–1992) und dessen Ehefrau Helen Dawson († 1998).
Er besuchte das Eton College. Er durchlief eine Kadettenausbildung bei der British Army und wurde 1961 zum 2nd Lieutenant der Coldstream Guards befördert. Er war Mitglied (Professional Associate) der Royal Institution of Chartered Surveyors (A.R.I.C.S.). Er lebte als Grundbesitzer und Landeigentümer in der Grafschaft Devon.
2008 geriet er negativ in die Schlagzeilen, als er auf seinem Anwesen Maristow Estate in Yelverton in Devon gelegene, bisher öffentliche Parkplätze, die sich in der Nähe eines Pubs, eines Gemeindesaals und eines Kinderspielplatzes befanden, in gebührenpflichtige Parkplätze umwandelte. Die freien Parkplätze waren insbesondere von Besuchern eines dortigen Altersheims und von Einkäufern, Restaurantsbesuchern und Bankkunden genutzt worden. Bereits zuvor hatte sich Lopes den Unmut der Gemeindeverwaltung und der Dorfbewohner zugezogen, als er eine private Verbindungsstraße zwischen den Dörfern Roborough and Woolwell mithilfe einer Stahlschranke mit Vorhängeschloss blockieren ließ und die Zufahrt unterband.

## Mitgliedschaft im House of Lords
Mit dem Tod seines Vaters am 30. Juni 1992 erbte er dessen Adelstitel als 3. Baron Roborough und 6. Baronet, of Maristow House. Er wurde dadurch Mitglied des House of Lords, in das er am 9. März 1995 feierlich eingeführt wurde. Im House of Lords gehörte er der Fraktion der Crossbencher an. Seine Mitgliedschaft im House of Lords endete am 11. November 1999 mit Inkrafttreten des House of Lords Act 1999.
Er war im Register of Hereditary Peers, die für eine Nachwahl zur Verfügung stehen, nicht verzeichnet. Er gehörte der Hereditary Peers Association nicht an.

## Privates
Lopes war zweimal verheiratet. Am 26. Oktober 1968 heiratete er in erster Ehe Robyn Zenda Carol Bromwich, die Tochter von John Bromwich. Seine Ehefrau stammte aus Stamford Hill, Bacchus Marsh, im Bundesstaat Victoria, Australien. Die Ehe wurde 1986 geschieden. In zweiter Ehe heiratete er 1986 Sarah Anne Pipon Bake. Lopes war sechsfacher Vater. Aus seiner ersten Ehe stammen zwei Söhne und zwei Töchter, aus seiner zweiten Ehe zwei weitere Töchter. Erbe seiner Adelstitel war sein ältester Sohn Hon. Massey John Henry Lopes (* 1969).
2003 lebte er im Maristow Estate Office, Common Lane, in dem Dorf Roborough in der Nähe von Plymouth in der Grafschaft Devon. Lopes starb im Alter von 75 Jahren, kurz nach seinem 75. Geburtstag. Die Trauerfeier für Lopes fand in der St Martin’s Chapel in Maristow statt.